# ميخائيل بالمر (مغني)
ميخائيل بالمر (بالإنجليزية: Michael Palmer)‏ هو مغني جامايكي، ولد في 1960.

## وصلات خارجية
- مايكل بالمر على موقع ميوزك برينز (الإنجليزية)
- مايكل بالمر على موقع ميوزك برينز (الإنجليزية)
- مايكل بالمر على موقع ديسكوغز (الإنجليزية)